# Piotr Hryńkowicz Czeszejko
Piotr Hryńkowicz Czeszejko – wójt grodzieński w 1531 roku, dworzanin królewski.